# John Manners, 2.º Duque de Rutland
John Manners, 2.º Duque de Rutland (18 de Setembro de 1676 - 22 de Fevereiro de 1721), denominado Lorde Roos de 1679 a 1703 e Marquês de Granby de 1703 a 1711, foi um político Whig britânico que serviu na Câmara dos Comuns de Inglaterra e da Grã-Bretanha de 1701 a 1711, altura em que sucedeu ao título de Duque de Rutland.

## Infância
Manners era filho de John Manners, 1.º Duque de Rutland e da sua terceira mulher Catherine Wriothesley Noel, filha de Baptist Noel, 3.º Visconde Campden.

## Carreira
Manners foi eleito como membro Whig do Parlamento por Derbyshire na primeira eleição geral de 1701. Foi eleito como deputado por Leicestershire na segunda eleição geral de 1701. Na eleição geral inglesa de 1705, foi eleito como deputado por Grantham. Foi comissário da União com a Escócia em 1706. Foi novamente eleito deputado por Grantham na eleição geral britânica de 1708. Na eleição geral britânica de 1710, foi eleito deputado por Leicestershire e Grantham. Sucedeu ao pai como Duque de Rutland a 10 de janeiro de 1711 e deixou os seus lugares na Câmara dos Comuns, sem ter escolhido qual escolheria. Foi Lorde Tenente de Rutland de 1712 a 1715 e Lorde Tenente de Leicestershire de 1714 a 1721. Em 1714, foi feito Cavaleiro da Jarreteira.

## Casamentos e descendência
Manners casou, em primeiras núpcias, com Catherine Russell, filha de William Russell, Lorde Russell e de Rachel Wriothesley, a 23 de agosto de 1693. Tiveram nove filhos: 
- John Manners, 3.º Duque de Rutland (1696–1779), que casou com Bridget Sutton e teve os filhos;
- William Manners (1697–1772), que casou com Corbetta Smyth e teve os filhos;
- Edward Manners;
- Thomas Manners (falecido em 1723);
- Wriothesley Manners;
- Catherine Manners (falecida a 18 de fevereiro de 1780), que casou a 29 de outubro de 1726 com Henry Pelham e teve filhos;
- Elizabeth Manners (1709 – 22 de março de 1730), que casou com John Monckton, 1.º Visconde de Galway, e teve filhos;
- Rachel Manners (falecida em 1723);
- Frances Manners, que casou com Richard Arundell, filho de John Arundell, 2.º Barão Arundell de Trerice.

Manners sucedeu ao pai como Duque de Rutland a 10 de janeiro de 1711. Poucos meses depois, a sua mulher Catherine morreu.
Casou, em segundas núpcias, com Lucy Sherard, filha de Bennet Sherard, 2.º Barão Sherard, a 1 de janeiro de 1713. Os seus filhos incluíam:
- Sherard Manners (c. 1713 – 13 de janeiro de 1742), que se tornou deputado por Tavistock;
- James Manners (1720 – 1 de novembro de 1790);
- George Manners (m. dezembro de 1721);
- Caroline Manners (m. 10 de novembro de 1769), que casou a 2 de outubro de 1734 com Sir Henry Harpur, 5.º Baronete, com quem teve filhos; casou em segundas núpcias, a 17 de julho de 1753, com Sir Robert Burdett, 4.º Baronete (falecido em 1797);
- Lucy Manners (c. 1717 – 18 de junho de 1788), que casou a 28 de outubro de 1742, em Londres, com William Graham, 2.º Duque de Montrose e teve filhos;
- Robert Manners (c. 1721 – 31 de maio de 1782), que casou a 1 de janeiro de 1756 com Mary Digges e teve os filhos;
- Henry Manners (m. 1745);
- Charles Manners (m. 1761).

## Outras ligações
- Duques de Rutland
- Castelo de Belvoir
- Pariato de Inglaterra
- Pariato do Reino Unido